# 토이 스토리 랜드

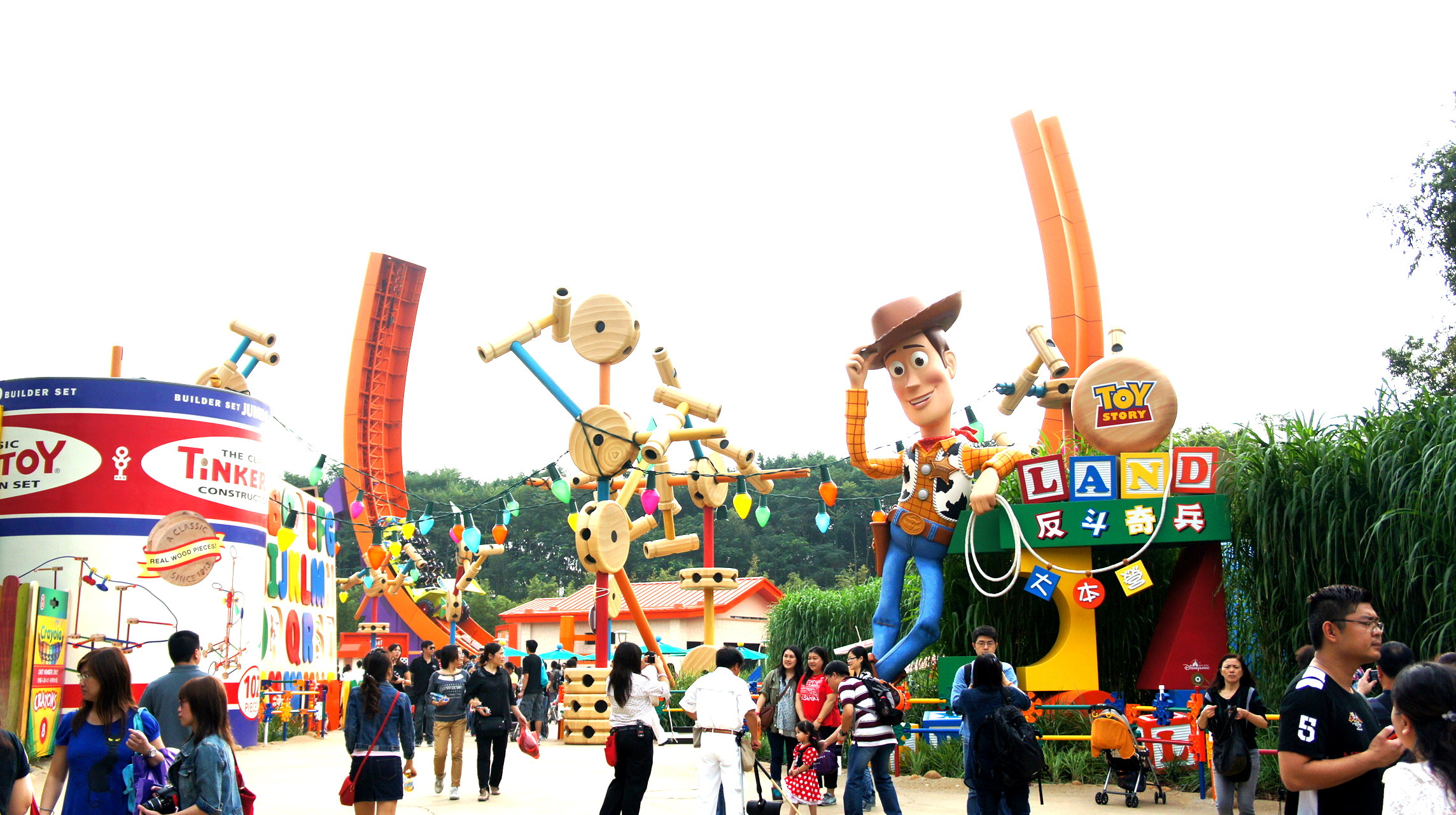
홍콩 디즈니랜드 토이스토리랜드 입구

토이 스토리 랜드(Toy Story Land) 또는 토이 스토리 플레이랜드(Toy Story Playland)는 월트 디즈니 스튜디오 파크, 홍콩 디즈니랜드, 상하이 디즈니랜드, 디즈니 할리우드 스튜디오에 있는 테마 랜드이다. 이 지역은 디즈니·픽사 영화 시리즈 토이 스토리 (시리즈)를 바탕으로 만들어졌다.
프랑스의 토이 스토리 랜드는 원래 2010년 8월 17일 7,900만 유로의 비용으로 툰 스튜디오의 일부로 개장했다. 홍콩의 토이 스토리 랜드는 2011년 11월 17일에 개장했다. 상하이의 토이 스토리 랜드는 2018년 4월 26일에 개장했다. 플로리다주의 디즈니 할리우드 스튜디오에 있는 토이 스토리 랜드는 2015년 8월 15일 D23 엑스포에서 2015년 8월 15일 발표되었으며 2018년 8월 30일에 개장했다.